# Штадтбан Великого Каїру
Штадтбан Великого Каїру (араб. القطار الكهربائي الخفيف) — електрифікована легкорейкова мережа, що сполучає місто Каїр з новою адміністративною столицею Єгипту та містом 10-го Рамадану. 
Першу чергу завдовжки 70 км, що має 12 станцій, було урочисто відкрито 3 липня 2022 року.

## Маршрут
Мережа сполучає Каїр із містом 10 Рамадану та Новою адміністративною столицею. 
Основна гілка мережі обслуговує місто Каїр — на станції Адлі Мансур, є можливість пересадки на лінію 3 Каїрського метро. 
Лінія простягається на схід, обслуговуючи нові міські громади Ель-Обур, місто майбутнього, Ель-Шорук, новий Геліополіс і місто Бадр. 
На станції Бадр відбувається розгалуження мережі, причому одна гілка повертає на північ до 10-го міста Рамадан, а інша повертає на південь до Нової адміністративної столиці. 
Північна гілка на 2022 закінчується на станції Knowledge City, на околиці 10 Рамадану. 
Згодом лінію мають добудувати до центру міста. 

Відгалуження Нової адміністративної столиці повертає на південь, обслуговуючи міжнародний аеропорт Столиці, до кінцевої станції «Місто мистецтв і культури». 
Ця станція має стати пересадною на Каїрську монорейку. 
Згодом лінію мають добудувати до військового комплексу «Октагон» і собора Різдва Христового, до станції «Нова адміністративна столиця».